# Kathleen Evin
 (juillet 2009).
Si vous disposez d'ouvrages ou d'articles de référence ou si vous connaissez des sites web de qualité traitant du thème abordé ici, merci de compléter l'article en donnant les références utiles à sa vérifiabilité et en les liant à la section « Notes et références ».
Pour les articles homonymes, voir Evin.
Kathleen Evin est une journaliste française, également productrice de radio, née en Martinique en 1949.

## Biographie
Elle est engagée en 1971 comme secrétaire administrative adjointe du groupe socialiste à l’Assemblée nationale.
C'est ainsi qu’elle tisse des liens avec la majeure partie des élus socialistes, et tout particulièrement avec Gaston Defferre et François Mitterrand. Participant à l’élaboration de projets de lois (avortement, contraception, etc.), elle collabore à l'hebdomadaire L'Unité et aux groupes des experts du PS. Partisane de l’alliance avec le PCF et du Programme commun, elle a alors une sympathie très nette pour le CERES. Mais à la suite des élections législatives de 1973, elle s’en écarte pour ses pratiques internes et ses positions sur l’avortement. En 1974, elle participe à la campagne présidentielle de François Mitterrand avec, entre autres, la charge des DOM-TOM.
En octobre 1975, elle revient vers le journalisme : Claude Perdriel la recrute à La Presse économique. Elle est ensuite engagée dans l'hebdomadaire Le Nouvel Observateur au service politique. Elle est d’abord chargée du suivi de la majorité et du centre avant de suivre le PS à partir d’avril 1977. Elle interviewe alors François Mitterrand, Jacques Attali, Pierre Joxe et Gaston Defferre.
Elle publie en 1979 un livre critique, Michel Rocard ou l’art du possible (J.C. Simoën).
En 1985, alors membre du bureau de la société des rédacteurs du Nouvel Observateur, elle tente de s’opposer aux réformes en cours. 
Elle quitte l’hebdomadaire en 1986 pour collaborer au journal, Le Matin (1986-1987). Elle participe à la campagne présidentielle de 1988 comme attachée aux relations de François Mitterrand avec la presse. Elle rejoint France Inter, où elle crée l'émission dominicale Éphémérides, pour raconter la France à travers une personnalité et « ses » grands événements.
De 2001 à 2021, elle produit L'Humeur vagabonde, une émission quotidienne de début de soirée (devenue depuis hebdomadaire) sur France Inter.
Elle est également administratrice de la SCAM et présidente de la société des producteurs de France Inter depuis 2009. Elle chronique désormais des livres pour le magazine Diacritik.

## Publications
- Michel Rocard ou l'art du possible, Jean-Claude Simoën, 243 pages, 1979 (ASIN B0000E99L9),
- François Mitterrand, chronique d'une victoire annoncée, Fayard, 197 pages, 1988  (ISBN 978-2-213021-94-2) ou  (ISBN 2-213021-94-5),
- Vous avez dit égalité(e) ?, Le Cherche midi, nouvelles de Catherine Citerne, Didier Daeninckx, Kathleen Evin, Frédéric H. Fajardie, Mano Gentil, Mounsi, Leïla Sebbar, Valérie Estournès, édité à la demande de la CGT,147 pages, 2001,  (ISBN 978-2-862748-28-3) ou  (ISBN 2-862748-28-5),
- À table avec les politiques. Gallimard, (en coll. avec Étienne de Montpezat), 220 pages, 2002,  (ISBN 978-2-742407-87-3) ou  (ISBN 2-742407-87-1),
- Un peu de courage ! de Marie-George Buffet, Le Cherche midi, entretiens avec Kathleen Evin, Pierre Laurent, Bernard Coches, Michel Cool, 160 pages, 2004,  (ISBN 978-2-749102-46-7) ou  (ISBN 2-749102-46-4).